# Boulevard Bourdon
Boulevard Bourdon je bulvár v Paříži. Nachází se ve 4. obvodu. Nese jméno Ferdinanda Pierra Agatha Bourdona (1773–1805), plukovníka 11. dragounského pluku, který zahynul 2. prosince 1805 při bitvě u Slavkova.

## Poloha
Bulvár vede podél západního břehu Bassin de l'Arsenal od Boulevardu Morland a končí na křižovatce s Place de la Bastille a Boulevardu Henri-IV. Ulice je jednosměrná s provozem od Place de la Bastille směrem k Seině.

## Historie
Boulevard Bourdon byl zřízen v roce 1806 na místě cesty, která vedla podél bývalých městských hradeb.

## Významné stavby
- Dům č. 1: na místě domu se nejspíše nacházela nárožní věž Tour de Billy, která byla součástí městských hradeb vystavěných Karlem V., a která byla zbořena v roce 1538.
- Dům č. 31: Bývalá měnírna z roku 1911 pro pařížské metro, chráněná od roku 1992 jako historická památka. V místě se nacházela sýpka Grenier de réserve.
- Dům č. 33bis: sídlo Křesťanské vědy
- uzavřená stanice metra Arsenal
- lávka pro pěší Passerelle Mornay